# Ikarbus
Ikarbus (Fabrika Autobusa i Specjalnih Vozila) – dawny jugosłowiański, a następnie serbski producent autobusów, mający swoją siedzibę w stolicy Serbii, w dzielnicy Zemun.

## Historia
Przedsiębiorstwo zostało założone w 1923 roku w mieście Nowy Sad na Wojwodinie, zajmowało się początkowo produkcją samolotów m.in. Ikarus IK-2. Od 1932 roku działało w Zemun (dzielnica Belgradu). Od 1954 roku produkowało autobusy na licencji szwajcarskiej marki Saurer, w późniejszym czasie własne konstrukcje pod marką Ikarus (czasem dla odróżnienia od węgierskiego przedsiębiorstwa Ikarus nazywana Ikarus-Zemun). W 1983 roku na mocy porozumienia między polskim przedsiębiorstwem Jelcz i jugosłowiańskim Ikarus-Zemun rozpoczęto w polskim zakładzie montaż końcowy modelu Ikarus IK160P. Nadwozia pojazdów produkowane były w jugosłowiańskiej fabryce natomiast fabryka w Jelczu-Laskowicach dokonywała wykończenia autobusu, polegającego na montażu siedzeń, poręczy oraz innych elementów wnętrza. W 1993 roku markę Ikarus zmieniono na Ikarbus.
W 2019 roku Ikarbus został przejęty przez chińskie przedsiębiorstwo LGNEA, które wykupiło ponad 51% kapitału oraz przejęło 9,5 miliona euro długu jaki miał Ikarbus. W 2020 roku firma zaoferowała pracownikom wsparcie socjalne i dobrowolne odejście. 25 listopada 2022 roku Ikarbus oficjalnie ogłosił upadłość i został zlikwidowany.

## Modele
| - Ik-4 - Ik-5 - Ik-61 - Ik-83 - Ik-105 - Ik-110 - Ik-111 - Ik-160 - Ik-161 - Ik-180 - Ik-119 | - Ik-101 - Ik-103 - Ik-104 - Ik-106 - Ik-201 - Ik-202 - Ik-203 - Ik-112 - Ik-218 - Ik-301 |  |

## Galeria

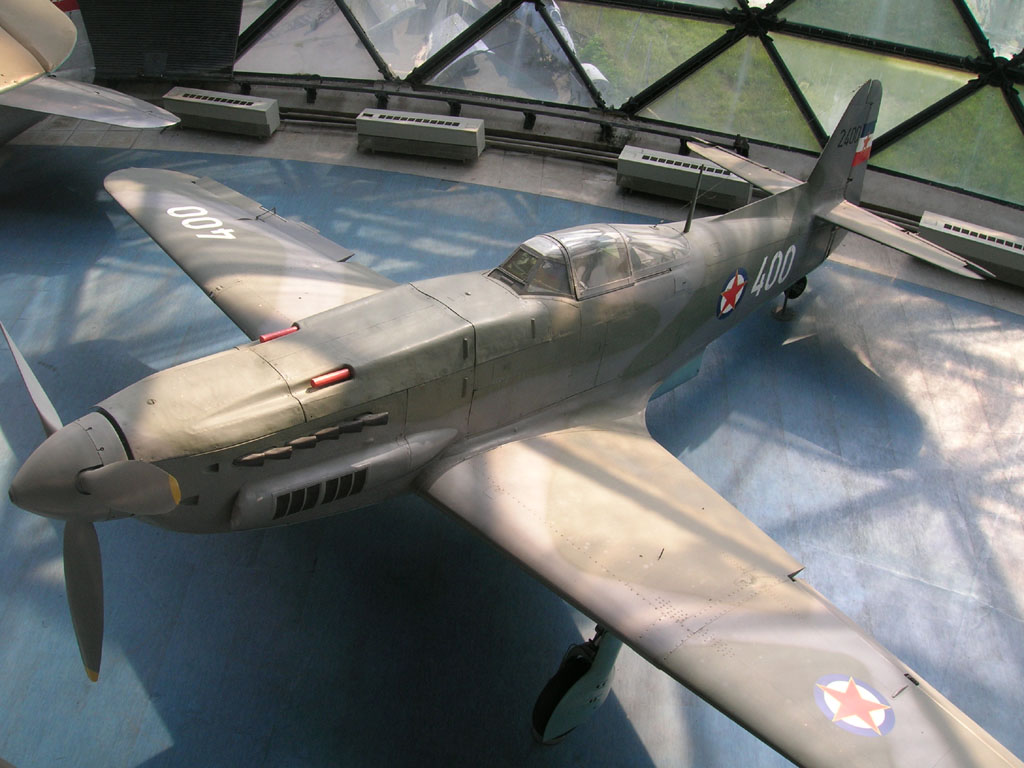
Ikarus S-49
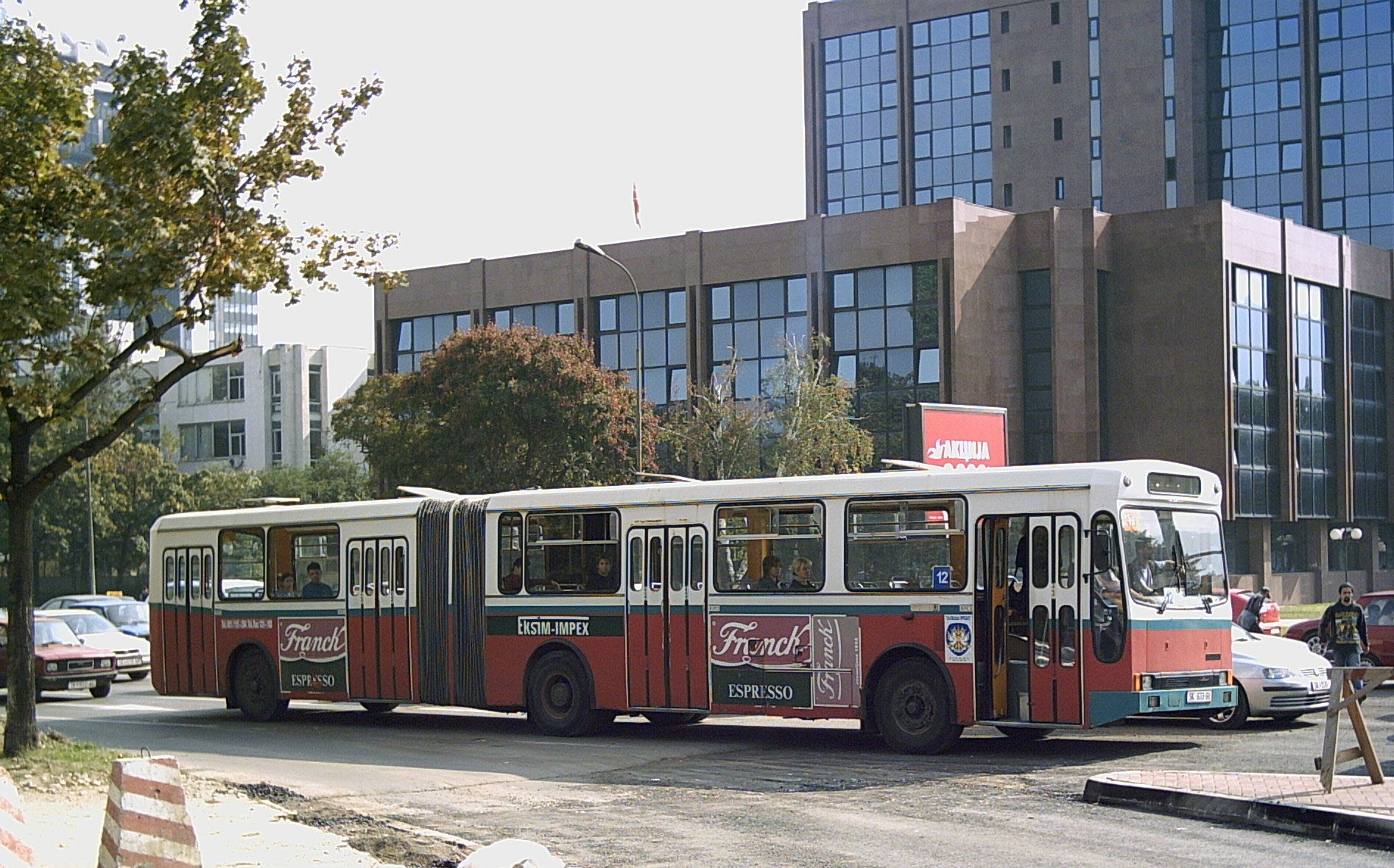
Ikarus-Zemun IK160
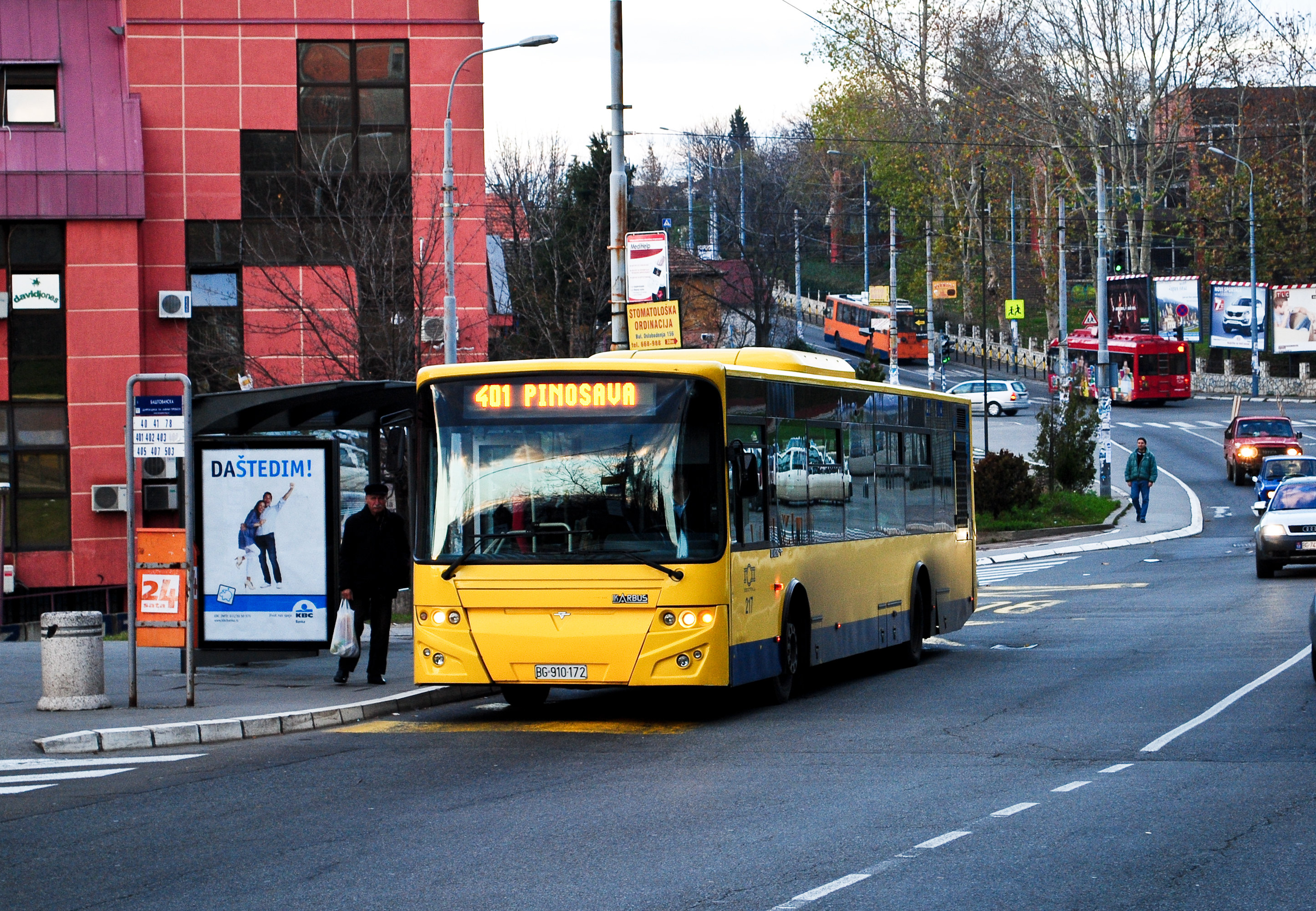
Ikarbus IK-112N
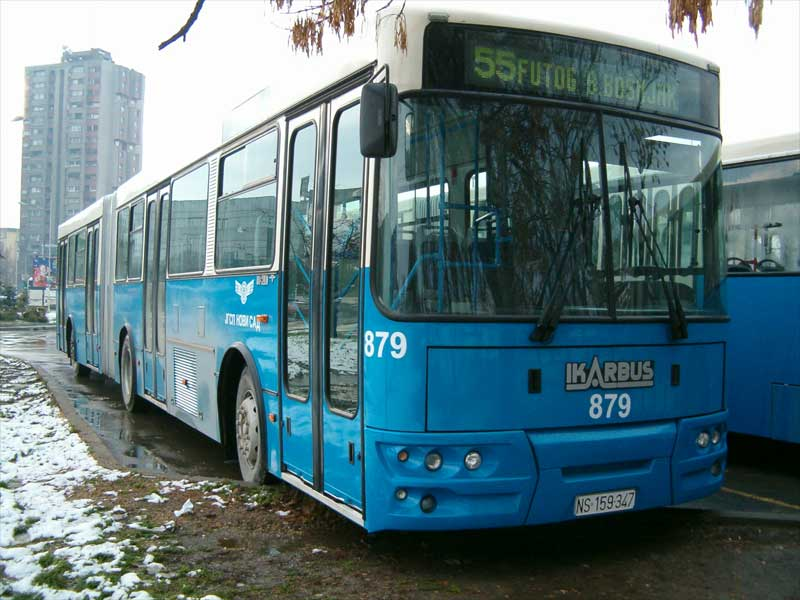
Ikarbus IK-201
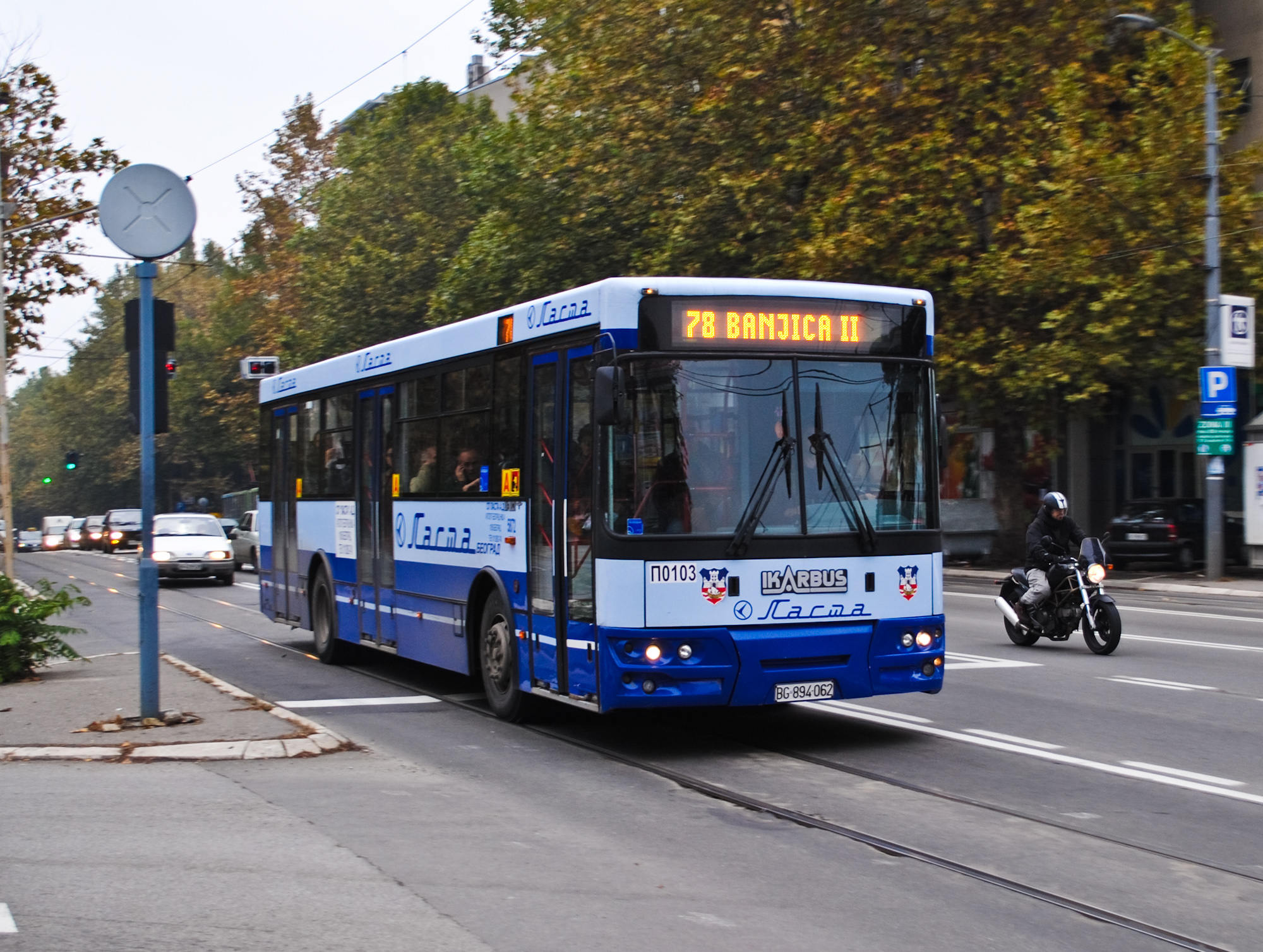
Ikarbus IK-103